# Энодин, Леонид Михайлович
Леонид Михайлович Энодин (3 января 1908 — ?) — советский хозяйственный, государственный и политический деятель. 2-й секретарь Карагандинского областного комитета КПСС. Участник Великой Отечественной войны, майор.

## Биография
Родился 3 января 1908 года во Владимире. В 1930 г. вступил в ВКП(б). Был делегатом XVIII съезда ВКП(б), который проходил в Москве 10—21 марта 1939 года, с решающим голосом от Ивановской области. В 1941 г. был секретарем по пропаганде Ивановского обкома ВКП(б). Участвовал в Великой Отечественной войне. 18 ноября 1941 г. бюро Ивановского обкома ВКП(б) и исполкома областного совета депутатов трудящихся на основании решений Государственного комитета обороны СССР приняли совершенно секретное постановление «О строительстве оборонительной линии Тейково — Владимир — Гусь-Хрустальный — Гусь-Железный». Согласно ему для строительства линии надлежало мобилизовать в порядке трудовой повинности 50 тысяч человек трудоспособного населения, а также 900 лошадей сроком на 30 дней. Строительство линии было возложено на 14-е управление оборонительных работ под руководством Соболева, комиссаром которого был назначен Леонид Михайлович Энодин. Оно также предписывало «немедленно приступить к организации аппаратов управления и полевых строительств и производству рекогносцировочных работ; подготовить необходимые условия для обеспечения производительной работы рабочих, их культурно-бытового, медицинского и продовольственного обслуживания; развернуть организационно-массовую и политическую работу среди работающих на полевых строительствах, мобилизуя их на быстрейшее окончание работ». С февраля 1955 г. второй секретарь Карагандинского обкома КП Казахстана. С 1956 г. был кандидатом в члены Центрального комитета Коммунистической партии Казахстана. С января 1958 г. секретарь Карагандинского обкома КП Казахстана. Во время массовых беспорядков в Темиртау, когда тысячи молодых строителей-комсомольцев из палаточного городка на Всесоюзной комсомольской стройке Карагандинского металлургического комбината в ночь с 1 на 2 августа 1959 года устроили беспорядки по всей восточной части города, Энодин участвовал в совещании секретарей, где было принято решение поднять силы милиции и солдат вооруженной охраны Карагандинского исправительно-трудового лагеря и отправить их на стройку для наведения порядка. Первый секретарь обкома Павел Николаевич Исаев к рабочим не вышел, как и Энодин, который назвал свое бездействие и растерянность «политической кончиной». В середине 1960-х годов был секретарём Целиноградского обкома КП Казахстана, где ведал делами культуры, а его жена Энодина Мария Ивановна работала там же в исполкоме.
Экстрасенс Юрий Горный вспоминал, что «Энодин — очень необычный, неординарный человек. Всю жизнь он оставался партийным функционером, но удивительным образом сохранил яркую индивидуальность и способность отстаивать свое мнение».

## Награды
- Медаль «За оборону Москвы»[9]